# Colesteatoma
El  colesteatoma  és un creixement destructiu i expansiu d'una part de l'epiteli escatós de l'orella mitjana, produeix cèl·lules epitelials mortes que en entrar en contacte amb la mucosa on està situat s'infecten amb facilitat. Els colesteatomes no són neoplàsies com el seu nom pot indicar, però són tumors que poden causar problemes importants a causa de les seves propietats erosives i expansives. Això pot provocar la destrucció dels ossicles de l'orella mitjana, així com el creixement a través de la base del crani fins al cervell. Sovint s'infecten i poden provocar una supuració crònica de les orelles. El tractament gairebé sempre consisteix en l'extirpació quirúrgica.

## Tipus
El colesteatoma és un quist i es distingeixen per la massa de teixit cutani atrapat, ja sigui en l'os temporal o en l'orella mitjana.
Es classifiquen segons el seu origen en congènits i adquirits:

### Colesteatoma congènit
Els colesteatomes que creixen medialment al timpà es consideren congènits si compleixen els criteris següents (criteris de Levenson):
- massa medial al timpà
- timpà normal
- No hi ha antecedents de secreció de l'orella, perforació o cirurgia de l'orella

Aquests colesteatomes es produeixen en tres llocs importants: l'orella mitjana, l'àpex petrós i l'angle cerebropontí. Sovint es troben profundament fins a l'aspecte anterior del timpà, i en aquesta àrea s'ha identificat una estructura vestigial, l'epidermoide, del qual es pot originar colesteatoma congènit.

### Colesteatoma adquirit
Es pot originar per una perforació del timpà generalment per un procés infecciós en la infància, associats fins i tot a l'apòfisi mastoide de l'os temporal. Solen estar associats a un funcionament defectuós de la trompa d'Eustaqui.

## Signes i símptomes
Els símptomes comuns del colesteatoma poden incloure: Pèrdua d'audició, supuració (generalment marró/groc) amb una olor forta (otorrea), sagnat de l'orella (otorràgia), tratorn de l'equilibri, mal d'orella, mal de cap i tinnitus.
Un examen de l'orella pot mostrar un sac o una perforació (obertura) al timpà, sovint amb secreció. El dipòsit de cèl·lules cutànies velles pot ser visible amb un microscopi o un otoscopi, un instrument especial per visualitzar l'orella. Algunes vegades, es pot observar una massa de vasos sanguinis.

## Diagnòstic
Es poden fer per descartar altres causes la tomografia computada o la ressonància magnètica.

## Tractament
Extirpació quirúrgica minuciosa.
Fins i tot després de retirar quirúrgicament, el 10% al 20% dels colesteatomes poden repetir i requereixen revisions mèdiques periòdiques. Mentre s'espera a realitzar l'operació s'ha d'evitar que entri aigua a l'orella afectada, ja que és molt probable que provoqui una infecció.
La intervenció quirúrgica pot reconstruir les parts danyades amb teixits del mateix pacient, fins i tot els ossets poden ser substituïts per implants artificials.